# Anapait
Anapait (również tamanit) - rzadko występujący minerał zawierający aniony fosforanowe.
Nazwa "anapait" pochodzi od miejscowości Anapa na Półwyspie Tamańskim, niedaleko której minerał ten znaleziono po raz pierwszy. Minerał ten nie jest kamieniem szlachetnym i pochodzi z gromady fosforanów.

## Wygląd
Anapait to minerał wchodzący w skład skał osadowych. Powstaje we wnętrzu skał gliniastych lub marglowych ze złożami skamieniałości, przede wszystkim mięczaków mioceńskich, które są źródłem fosforu niezbędnego do jego powstania. Z tego powodu anapait krystalizuje się często we wnętrzu skamieniałych muszli małży i ramienionogów. Występuje zwykle w postaci dobrze uformowanych pojedynczych kryształów lub kryształków tworzących skupienia rozetowe. Przyjmuje różne odcienie zieleni, od intensywnego do żółtawego. Istnieją także anapaity w kolorze brązowym, powstałe wskutek utleniania kationu żelaza (z Fe+2 do Fe+3).

## Grupa anapaitu
Anapait łączy się z niewieloma minerałami. Sporadycznie można go spotkać z wiwianitem oraz fairfieldytem (ferfieldytem), które powstają w ten sam sposób. Jak dotąd nie poznano innych odmian tego minerału.

## Minerał czy skamielina
Anapait występuje także często wewnątrz skamielin, w szczególności organizmów z muszlami, tworząc konkrecje. Powstaje w ten sposób niezwykłe połączenia skamieliny z minerałem, które podnosi jego wartość jako okazu kolekcjonerskiego.

## Miejsca występowania
Krym na Ukrainie, Hiszpania (w Bellver di Cerdanya w prowincji Lleida), Włochy (Toskania), Niemcy (Messel), USA (Nevada, Kalifornia i New Hampshire).